# Liste der Monuments historiques in Romain (Marne)
Die Liste der Monuments historiques in Romain führt die Monuments historiques in der französischen Gemeinde Romain auf.

## Liste der Objekte
| Bezeichnung                                       | Beschreibung                               | Standort                                           | Kennzeichnung | Schutzstatus    | Datum  | Bild |
| ------------------------------------------------- | ------------------------------------------ | -------------------------------------------------- | ------------- | --------------- | ------ | ---- |
| Grabstein für Thomas Denot                        | Stein, bezeichnet 1563                     | in der Kirche St-Timothée-et-St-Apollinaire (Lage) | PM51001923    | Inscrit         | 1998   |      |
| Grabstein für François de Noue                    | Stein, bezeichnet 1622                     | in der Kirche St-Timothée-et-St-Apollinaire (Lage) | PM51001922    | Inscrit         | 1998   |      |
| Skulptur Heilige Katharina                        | Holz, farbig gefasst, 18. Jahrhundert      | in der Kirche St-Timothée-et-St-Apollinaire (Lage) | PM51001921    | Inscrit         | 1976   |      |
| Grabinschriften der Familien Coquebert und Roland | Marmor, 17. Jahrhundert                    | in der Kirche St-Timothée-et-St-Apollinaire (Lage) | PM51000949    | Classé          | 1908   |      |
| Skulptur Madonna mit Kind                         | Stein, 16. Jahrhundert                     | in der Kirche St-Timothée-et-St-Apollinaire (Lage) | PM51000948    | Classé          | 1908   |      |
| Skulptur Madonna                                  | Stein, 14. Jahrhundert; Verbleib unbekannt | in der Kirche St-Timothée-et-St-Apollinaire (Lage) | PM51001591    | Classé gelöscht | ? 1942 |      |
| Chorgestühl                                       | Holz, 18. Jahrhundert                      | in der Kirche St-Timothée-et-St-Apollinaire (Lage) | PM51001920    | Inscrit         | 1976   |      |